# Calvariekapel (Geleen)
De Calvariekapel is een kapel in Geleen in de Nederlands Zuid-Limburgse gemeente Sittard-Geleen. De kapel staat in Oud-Geleen ten zuiden van de Sint-Marcellinus en Sint-Petruskerk aan de Leursstraat.
De kapel is gewijd aan het calvarie.

## Geschiedenis
In 1874 werd de kapel gebouwd. De houten corpus is echter ouder en stamt van rond 1500.
In 1988-1989 werd de kapel gerestaureerd. Op zondag 29 april 1990 werd de kapel opnieuw ingezegend door de pastoor.
In 2012 werden op de achterwand vijf panelen met daarop een calvarieberg geschilderd aangebracht van de hand van kunstenares Riet Dohmen en op 9 september 2012 werd de kapel wederom ingezegend.

## Bouwwerk
De neogotische bakstenen kapel is opgetrokken op een rechthoekig plattegrond en wordt gedekt door een zadeldak met leien. De frontgevel is een puntgevel met schouderstukken en verbrede aanzet met op de top een hardstenen kruis. Zijwaarts van de frontgevel zijn er tweeledige steunberen geplaatst. In de frontgevel bevindt zich de spitsboogvormige toegang van de kapel die wordt afgesloten met een laag smeedijzeren hekje en een glaswand.
Van binnen is de kapel wit gestuukt. Op de achterwand is een groot houten kruis bevestigd met corpus. Links en rechts van het kruis wordt Jezus geflankeerd door Maria en de apostel Johannes op consoles. Maria en Johannes zijn replica's van de originelen uit de 16e eeuw die zich in het Bonnefantenmuseum bevinden.